# Bernhard Meister
Bernhard Meister (* 8. März 1869; † 24. November 1930) war hessischer Kavallerieoffizier im Ersten Weltkrieg und ab 1919 Offizier in der deutschen Reichswehr.

Oberstleutnant Meister

Vom 2. Oktober 1914 bis 19. Mai 1917 war er als Oberstleutnant Kommandeur des 2. Großherzoglich Hessischen Dragoner-Regiments (Leib-Dragoner-Regiment) Nr. 24, ab 26. März 1919 im Rang eines Oberst, vor seiner Pensionierung Generalmajor im Reichsheer
.
Nach Abschluss der Demobilisierung der Hessischen Dragoner am 1. Februar 1919 blieben nur die Jahrgänge 1898 und 1899 im Dienst. Aus restlichen Mannschaften der bisherigen 5 Eskadronen und neu hinzugekommenen Freiwilligen bildeten sich im Laufe des Februar 3 Freiwilligen-Eskadronen und eine MG-Eskadron. Am 26. März 1919 wurde Meister erneut zum Regimentskommandeur ernannt. Danach zuerst zum Generaloberst im Reichsheer, am 14. April 1921 zum Generalmajor befördert.
Nach der Auflösung des Leibdragonerregiments am 30. April 1919 wurde der Großteil der verbliebenen Mannschaften dem Reichswehr-Kavallerie-Regiment Nr. 18 in Hanau unterstellt.
Im Erinnerungsblatt der Leibdragoner von 1928 wird er als Generalmajor a. D. geführt.